# Campionato argentino di rugby a 15 1990
Il Campeonato Argentino de Rugby de Mayores 1990  è stato vinto per il quarto anno consecutivo dalla selezione di Unión de Rugby de Tucumán    che ha battuto in finale la selezione della Cuyo.

## Contesto
- La nazionale inglese visita l'Argentina, diciassette anni dopo la rinuncia del 1973 (un tour era stato organizzato, ma saltò all'ultimo per i timori relativi alla situazione politica in Argentina). Una vittoria a testa nei due test match. Da segnalare che l'Inghilterra accetta di affrontare per la prima volta una squadra di club: è il Banco Nacion di Hugo Porta che conquista una clamorosa vittoria.

- Il resto dell'anno è però disastroso per i Pumas. Sconfitta in casa col Canada ed una tournée nelle isole britanniche con sconfitte pesanti con Scozia ed Irlanda. Hugo Porta rientrato per l'occasione si infortuna e lascia definitivamente la nazionale e di lì a poco il rugby giocato.

## Torneo "Campeonato"

### Girone A
| pos | Squadra      | G. | V. | N. | P. | P+ | P- | Diff. | Pt. |
| 1   | Tucumàn      | 3  | 3  | 0  | 0  | 94 | 51 | 43    | 6   |
| 2   | Cuyo         | 3  | 2  | 0  | 1  | 64 | 73 | -9    | '4  |
| 3   | Buenos Aires | 3  | 1  | 0  | 2  | 60 | 41 | 19    | 2   |
| 4   | Santa Fè     | 3  | 0  | 0  | 3  | 37 | 90 | -53   | 0   |

### Girone B
| pos | Squadra       | G. | V. | N. | P. | P+ | P- | Diff. | Pt. |
| 1   | Mar del Plata | 3  | 2  | 0  | 1  | 67 | 73 | -6    | 4   |
| 2   | Rosario       | 3  | 1  | 1  | 1  | 63 | 53 | 10    | 3   |
| 3   | Córdoba       | 3  | 1  | 1  | 1  | 53 | 50 | 3     | 3   |
| 4   | Entre Rios    | 3  | 1  | 0  | 2  | 39 | 46 | -7    | 2   |

## Semifinali
| San Miguel de Tucumán 3 novembre 1990 | Tucumàn | 46 – 18 | Rosario | C.A. Tucumán |

| San Miguel de Tucumán 3 novembre 1990 | Mar del Plata | 24 – 31 | Cuyo | C.A. Tucumán |

## Finale 3-4 posto
| San Miguel de Tucumán 4 novembre 1990 | Mar del Plata | 23 – 22 | Rosario | C.A. Tucumán |

## Finale
| Arbitro: | José L. Rolandi |

| |            | |
| mete: Herrera G. Terán trasf. Gauna 2. c.p. Gauna 4 drop Williams | Marcatori  | mete: Roby. c.p. Cipitelli 3. |
| 15. F. Williams 14.G. Terán 13.P. Gauna 12.L. Herrera 11.M. Terán 10.R. Sauze 9.P. Merlo (Cap.) 8.F. Buabse 7.S. Bunader 6.J.Santamarina 5.H. Apas 4,C. Gentile (Micheli 51') 3.S. Paz Posse 2.J. Paz (h) 1.L. Corla. | Formazioni | 15.F. Lola 14.M. Roby 13.C. Cipitelli (Cap.) 12.Carbonell 11.E. Saurina 10.G. Andía 9.F. Silvestre 8.Correa Llanos 7.J.Chiapetta (C. Guillot 64') 6.M. Cassone 5.Perez Caffe 4.Gómez 3.O. Montaña 2.A. Gutiérrez 1.R. Grau. |

- Campione: Tucumán
- Retrocedono: Santa Fè e Entre Rios

## Torneo "Classificacion"

### Girone "C"
| pos | Squadra             | G. | V. | N. | P. | P+  | P-  | Diff. | Pt. |
| 1   | Noreste             | 5  | 5  | 0  | 0  | 405 | 28  | 377   | 10  |
| 2   | Salta               | 4  | 3  | 0  | 2  | 130 | 100 | 30    | 6   |
| 3   | Santiago del estero | 4  | 2  | 0  | 2  | 113 | 87  | 26    | 4   |
| 4   | Jujuy               | 5  | 2  | 0  | 3  | 101 | 236 | -135  | 4   |
| 5   | Misiones            | 5  | 1  | 0  | 4  | 81  | 191 | -110  | 2   |
| 6   | Rio Uruguay         | 3  | 0  | 0  | 3  | 21  | 209 | -188  | 0   |

Promossa: Noreste
(Rio Uruguay abbandona il torneo dopo 3 partite)

### Girone "D"
| pos | Squadra    | G. | V. | N. | P. | P+  | P-  | Diff. | Pt. |
| 1   | Alto Valle | 5  | 4  | 1  | 0  | 157 | 48  | 109   | 9   |
| 2   | Sur        | 5  | 4  | 0  | 1  | 142 | 69  | 73    | 8   |
| 3   | San Juan   | 5  | 3  | 1  | 1  | 204 | 66  | 138   | 7   |
| 4   | Austral    | 5  | 1  | 0  | 4  | 41  | 135 | -94   | 2   |
| 5   | Chubut     | 5  | 1  | 0  | 4  | 50  | 179 | -129  | 2   |
| 6   | Oeste      | 5  | 1  | 0  | 4  | 45  | 142 | -97   | 2   |

Promossa: Alto Valle